# وحمة سبيتز
وحمة سبيتز (بالإنجليزية: Spitz nevus)‏ هي آفة جلدية حميدة، وتُعد نوعًا من الشامة الميلانينية يؤثر على البشرة والأدمة.
تُعرف أيضًا باسم وحمة الخلية الظهارية وخلايا المغزل، وبشكل مضلل على أنها ورم ميلانيني يفعي حميد :691 وورم سبيتز الميلانيني اليفعي، بشكل عام لم يعد يُستخدم اسم الورم الميلانيني اليفعي لأنه ليس ورمًا ميلانيًا ولا يحدث عند الأطفال فقط.

## الفيزيولوجيا المرضية

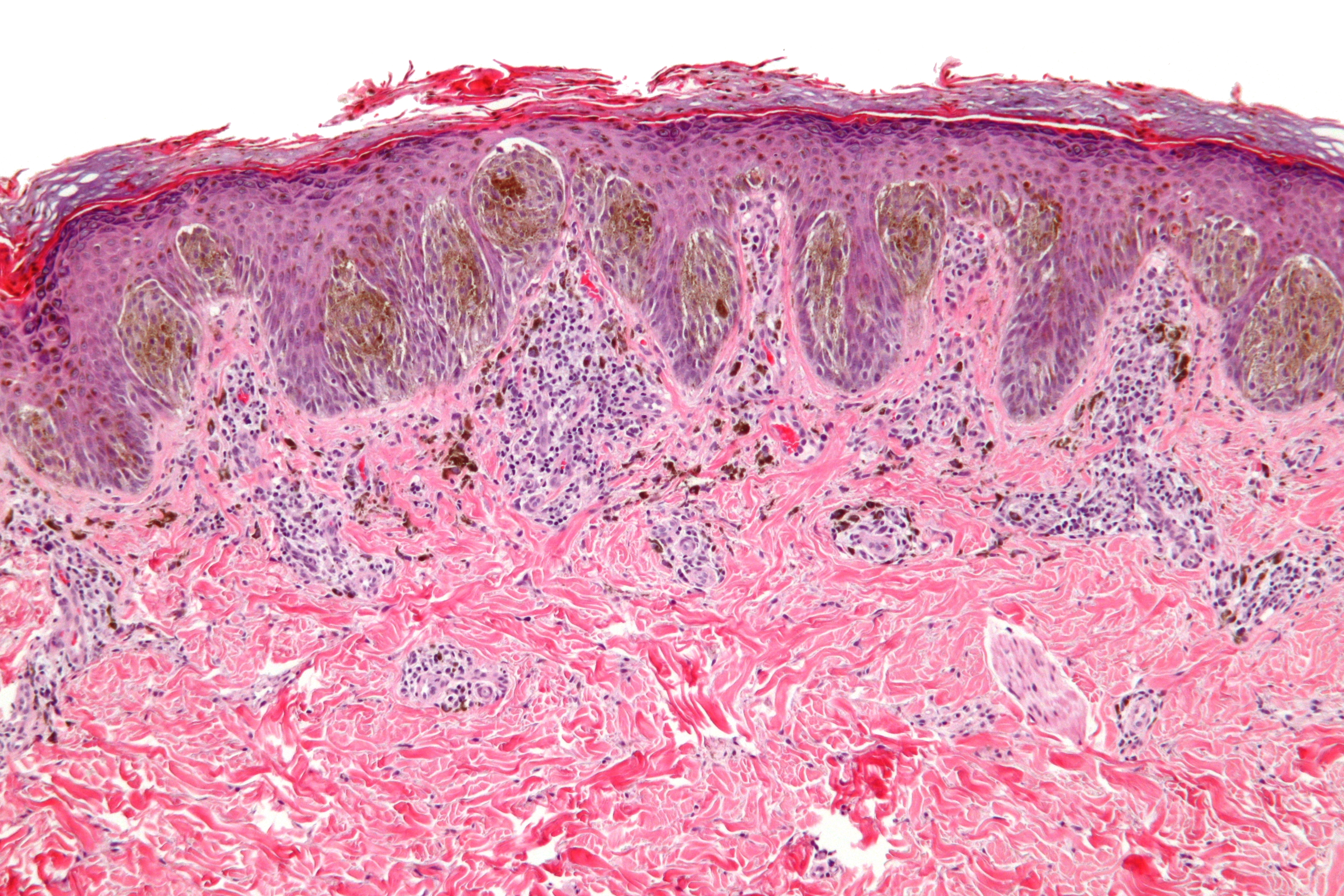
صورة مجهرية لوحمة سبيتز تظهر الأعشاش المميزة مرتبة عموديًا للخلايا («الموز المعلق»). صبغة H&E.

لم يُعرف سبب وحمة سبيتز بعد، لكن هناك ارتباط مع حروق الشمس ولكن لم يتم إثبات السببية. أظهرت الدراسات الجينية لوحمة سبيتز أن معظم الخلايا لديها العدد الطبيعي من الكروموسومات، ولكن أقلية (25٪) من الخلايا تحتوي على نسخ إضافية من أجزاء من بعض الكروموسومات مثل الذراع القصيرة للكروموسوم 11 (11p).

## التشخيص

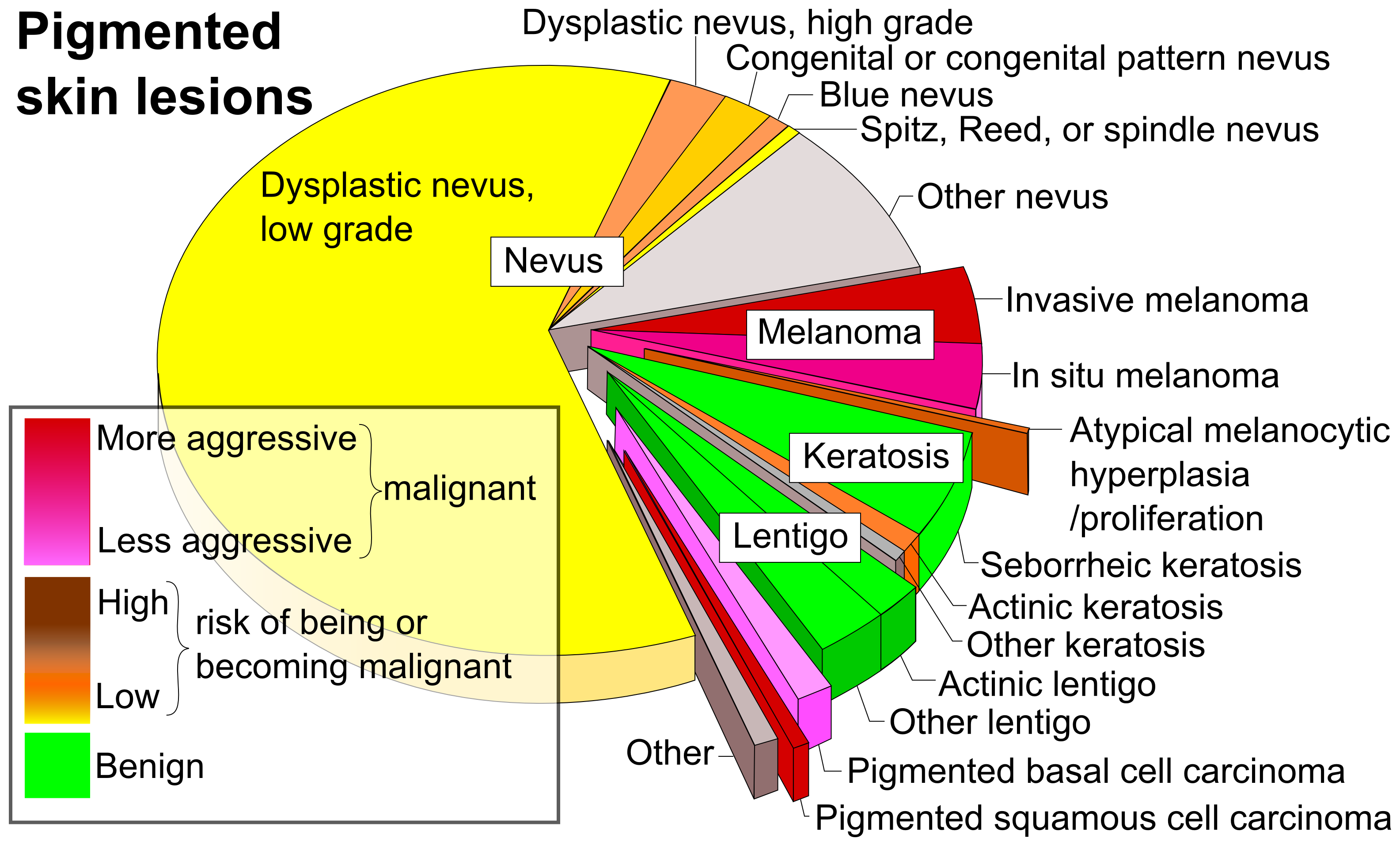
تشخيصات مختلفة للآفات الجلدية المصطبغة عن طريق الإصابة النسبية وإمكانية حدوث الأورام الخبيثة بما في ذلك «وحمة سبيتز» في أعلى اليمين.

بالنسبة لعلم أمراض الأنسجة تتميز وحمة سبيتز بأعشاش مرتبة عموديًا من خلايا سبيتز التي قد تكون مغزلية أو ظهارانية التشكل، يُمكن أن تظهر الخلايا المستميتة عند الموصل الجلدي البشروي، ويكون التشخيص التفريقي النسيجي الرئيسي هو وحمة خلية سبيتز مغزلية مصطبغة وورم ميلاني خبيث.

## العلاج
عادة ما يتم إجراء الإزالة الجراحية على الرغم من أنها حميدة. [بحاجة لمصدر]

## علم الأوبئة
تُعد ورحمة سبيتز غير شائعة، وقُدِّرت حالات الإصابة السنوية في سكان المناطق الساحلية في ولاية كوينزلاند شبه الاستوائية بنحو 1.4 حالة لكل 100.000 شخصن على سبيل المقارنة فإن معدل الإصابة بسرطان الجلد في نفس السكان -وهو مرتفع وفقًا للمعايير العالمية- هو 25.4 حالة لكل 100000 شخص.
على الرغم من وجودها في الأشخاص في العقدين الأولين من عمرهم، فإن الفئة العمرية للأشخاص الذين يعانون من وحمة سبيتز هي من 6 أشهر إلى 71 سنة، بمتوسط عمر 22 سنة ووسيط عمر 19 عامًا.

## التسمية
سميت الآفة نسبةً إلى صوفي سبيتز [الإنجليزية] وهي طبيبة علم الأمراض التي وصفت الآفة لأول مرة عام 1948.